# Slavjanovo
Slavjanovo (búlgaro:Славяново) é uma cidade da Bulgária, localizada no distrito de Pleven. A sua população era de 4,422 habitantes segundo o censo de 2010.

## População
| Slavjanovo | Slavjanovo | Slavjanovo | Slavjanovo | Slavjanovo | Slavjanovo | Slavjanovo | Slavjanovo | Slavjanovo | Slavjanovo | Slavjanovo | Slavjanovo | Slavjanovo | Slavjanovo | Slavjanovo | Slavjanovo | Slavjanovo | Slavjanovo | Slavjanovo | Slavjanovo |
| --- | ---------- | ---------- | ---------- | ---------- | ---------- | ---------- | ---------- | ---------- | ---------- | ---------- | ---------- | ---------- | ---------- | ---------- | ---------- | ---------- | ---------- | ---------- | ---------- |
| Ano | 1887       | 1910       | 1934       | 1946       | 1956       | 1965       | 1975       | 1985       | 1992       | 2001       | 2002       | 2003       | 2004       | 2005       | 2006       | 2007       | 2008       | 2009       | 2010       |
| População |            |            |            | …          | …          | …          | 5,790      | 5,597      | 5,265      | 4,829      | 4,767      | 4,715      | 4,689      | 4,649      | 4,601      | 4,595      | 4,523      | 4,478      | 4,422      |
| Fontes: Instituto Nacional de Estatísticas, „citypopulation.de“, „pop-stat.mashke.org“, Bulgarian Academy of Sciences |            |            |            |            |            |            |            |            |            |            |            |            |            |            |            |            |            |            |            |